# Урицкий уезд
Урицкий уезд — административно-территориальная единица Кустанайской губернии Киргизской АССР, существовавшая в 1922—1925 годах.
Всесвятский уезд с центром в п. Урицкий был образован 27 июля 1922 года из бывшего Всесвятского района. Первоначально в состав уезда входили следующие волости:
- Ананьевская. Центр — п. Ананьевский
- Анисовская. Центр — п. Анисовский
- Весело-Подольская. Центр — с. Весело-Подольское
- Всесвятская. Центр — п. Урицкий
- Караобинская кочевая
- Карасульская. Центр — п. Карасульский
- Каратальская кочевая
- Кенжегалинская кочевая
- Кушмурунская кочевая
- Ново-Покровская. Центр — с. Ново-Покровское
- Севастопольская. Центр — с. Севастопольское

29 марта 1923 года Всесвятская волость была переименована в Урицкую. Ананьевская и Анисовская волости были присоединены к Весело-Подольской. Караобинская волость разделена между Каратальской и Кушмурунской. Также были утверждены центры кочевых волостей: центром Каратальской волости стал аул № 4, Кенжегалинской — аул № 1, Кушмурунской — аул № 4.
2 ноября 1923 года был переименован в Урицкий уезд.
21 сентября 1925 года Урицкий уезд был упразднён, а его территория присоединена к Кустанайскому уезду.